# Ивановское (Степуринское сельское поселение)
Ивановское — село в Старицком районе Тверской области, входит в состав Степуринского сельского поселения.

## География
Село расположено на берегу реки Шоша в 8 км на юго-восток от центра поселения деревни Степурино и в 37 км на юго-восток от райцентра города Старицы.

## История
Каменная Предтеченская церковь в селе была построена в 1779 году на средства местного помещика Василия Федоровича Сухово-Кобылина. Имела два престола: главный - во имя Иоанна Предтечи, левый - во имя иконы Казанской Божьей Матери.
В конце XIX — начале XX века село входило в состав Кобелевской волости Старицкого уезда Тверской губернии. 
С 1929 года деревня входила в состав Кобелевского сельсовета Старицкого района Ржевского округа Западной области, с 1935 года — в составе Калининской области, с 1994 года — в составе Гурьевского сельского округа, с 2005 года — в составе Степуринского сельского поселения. 

## Население
| 1859 | 2002 | 2008 | 2010 |
| ---- | ---- | ---- | ---- |
| 64   | ↘5   | ↘3   | ↘1   |

## Достопримечательности
В селе расположена Церковь Иоанна Предтечи (1779).